# 小洛克菲勒图书馆
小约翰·洛克菲勒图书馆（英语：John D. Rockefeller Jr. Library），又名 "the Rock" ，是布朗大学人文、社会科学和美术科系的主要教学和研究图书馆。图书馆坐落在罗德岛州普罗维登斯的布朗大学校园内，校门凡·韦科尔门西南侧，与约翰·海图书馆隔学院街（College Street）相望。图书馆以该大学1897届校友小约翰·D·洛克菲勒命名，于1962至1964年间落成。
该图书馆是布朗大学主要的东亚书籍（East Asian Collection）收藏地，以中文书籍为主，最初由查尔斯·加德纳（Charles Sidney Gardner）于1961年捐赠约30000册。1965年布朗大学东亚研究所成立后，图书馆进一步增加了日文和朝鲜文藏书数量。